# Andropogon
Andropogon (synoniem: Hypogynium) is een geslacht uit de grassenfamilie (Poaceae). Andropogon-soorten komen voor in de (sub)tropen en in Noord-Amerika.

## Soorten
- Andropogon abyssinicus R.Br. ex Fresen.
- Andropogon aequatoriensis Hitchc.
- Andropogon africanus Franch.
- Andropogon alopecurus (Desv.) Hack.
- Andropogon amethystinus Steud.
- Andropogon andringitrensis (A.Camus) Voronts.
- Andropogon angustatus (J.Presl) Steud.
- Andropogon appendiculatus Nees
- Andropogon arctatus Chapm.
- Andropogon arenarius Hack.
- Andropogon aridus Clayton
- Andropogon auriculatus Stapf
- Andropogon barretoi Norrmann & Quarín
- Andropogon bentii Stapf
- Andropogon bicornis L.
- Andropogon bourgaei Hack.
- Andropogon brachystachyus Chapm.
- Andropogon brasiliensis A.Zanin & Longhi-Wagner
- Andropogon brazzae Franch.
- Andropogon burmanicus Bor
- Andropogon cabanisii Hack.
- Andropogon campestris Trin.
- Andropogon canaliculatus Schumach.
- Andropogon capillipes Nash
- Andropogon carinatus Nees
- Andropogon chevalieri Reznik
- Andropogon chinensis (Nees) Merr.
- Andropogon chrysostachyus Steud.
- Andropogon cirratus Hack.
- Andropogon columbiensis Gir.-Cañas
- Andropogon cordatus Swallen
- Andropogon crassus Sohns
- Andropogon cretaceus Weakley & Schori
- Andropogon crossotos Cope
- Andropogon crucianus Renvoize
- Andropogon cumulicola E.L.Bridges & Orzell
- Andropogon curvifolius Clayton
- Andropogon dealbatus (C.Mohr ex Hack.) Weakley & LeBlond
- Andropogon distachyos L.
- Andropogon diuturnus Sohns
- Andropogon durifolius Renvoize
- Andropogon eremicus Wipff & Shaw
- Andropogon eucomus Nees
- Andropogon exaratus Hack.
- Andropogon festuciformis Rendle
- Andropogon floridanus Scribn.
- Andropogon gabonensis Stapf
- Andropogon gayanus Kunth
- Andropogon gerardi Vitman
- Andropogon glaucescens Kunth
- Andropogon glaucophyllus Roseng., B.R.Arrill. & Izag.
- Andropogon glaziovii Hack.
- Andropogon glomeratus (Walter) Britton, Sterns & Poggenb.
- Andropogon greenwayi Napper
- Andropogon gyrans Ashe
- Andropogon hallii Hack.
- Andropogon heterantherus Stapf
- Andropogon hirsutior (Hack.) Weakley & LeBlond
- Andropogon hypogynus Hack.
- Andropogon ibityensis A.Camus
- Andropogon imerinensis Bosser
- Andropogon incomptus Clayton
- Andropogon indetonsus Sohns
- Andropogon ingratus Hack.
- Andropogon insolitus Sohns
- Andropogon itremoensis Voronts.
- Andropogon ivohibensis A.Camus
- Andropogon ivorensis Adjan. & Clayton
- Andropogon kelleri Hack.
- Andropogon lacunosus J.G.Anderson
- Andropogon lateralis Nees
- Andropogon lehmannii Pilg.
- Andropogon leprodes Cope
- Andropogon leucostachyus Kunth
- Andropogon liebmannii Hack.
- Andropogon ligulatus (Stapf) Clayton
- Andropogon lima (Hack.) Stapf
- Andropogon lividus Thwaites
- Andropogon longiberbis Hack.
- Andropogon macrophyllus Stapf
- Andropogon macrothrix Trin.
- Andropogon mannii Hook.f.
- Andropogon miamiensis E.L.Bridges & Orzell
- Andropogon monocladus A.Zanin & Longhi-Wagner
- Andropogon multiflorus Renvoize
- Andropogon multinervosus (Nash) Hitchc. & Chase
- Andropogon munroi C.B.Clarke
- Andropogon palustris Pilg.
- Andropogon perangustatus Nash
- Andropogon perligulatus Stapf
- Andropogon pinguipes Stapf
- Andropogon platyphyllus Hack.
- Andropogon pohlianus Hack.
- Andropogon polyptychos Steud.
- Andropogon pringlei Scribn. & Merr.
- Andropogon pseudapricus Stapf
- Andropogon pteropholis Clayton
- Andropogon pumilus Roxb.
- Andropogon pungens Cope
- Andropogon pusillus Hook.f.
- Andropogon rupestris K.Schum.
- Andropogon salzmannii (Trin. ex Steud.) Hack.
- Andropogon saxicola A.Zanin, P.L.Viana, Welker & Filg.
- Andropogon scabriglumis Swallen
- Andropogon schirensis Hochst. ex A.Rich.
- Andropogon schweinfurthii Hack.
- Andropogon selloanus (Hack.) Hack.
- Andropogon semitectus Swallen
- Andropogon stolonifer (Nash) Hitchc.
- Andropogon tectorum Schumach. & Thonn.
- Andropogon tener (Nees) Kunth
- Andropogon tenuiberbis Hack.
- Andropogon tenuispatheus (Nash) Nash
- Andropogon ternarius Michx.
- Andropogon ternatus (Spreng.) Nees
- Andropogon textilis Rendle
- Andropogon thorelii A.Camus
- Andropogon tolimensis Pilg.
- Andropogon tracyi Nash
- Andropogon trichozygus Baker
- Andropogon tsaratananensis A.Camus
- Andropogon urbanianus Hitchc.
- Andropogon vetus Sohns
- Andropogon virgatus Desv.
- Andropogon virginicus L.

## Hybriden
- Andropogon × catarinensis Norrmann & N.Nagah.
- Andropogon × coloratus Hack.
- Andropogon × guaraniticus N.Nagah. & Norrmann
- Andropogon × lindmanii Hack.
- Andropogon × paraguariensis Norrmann & N.Nagah.
- Andropogon × subtilior (Hack.) Norrmann